# Anna Mitgutsch

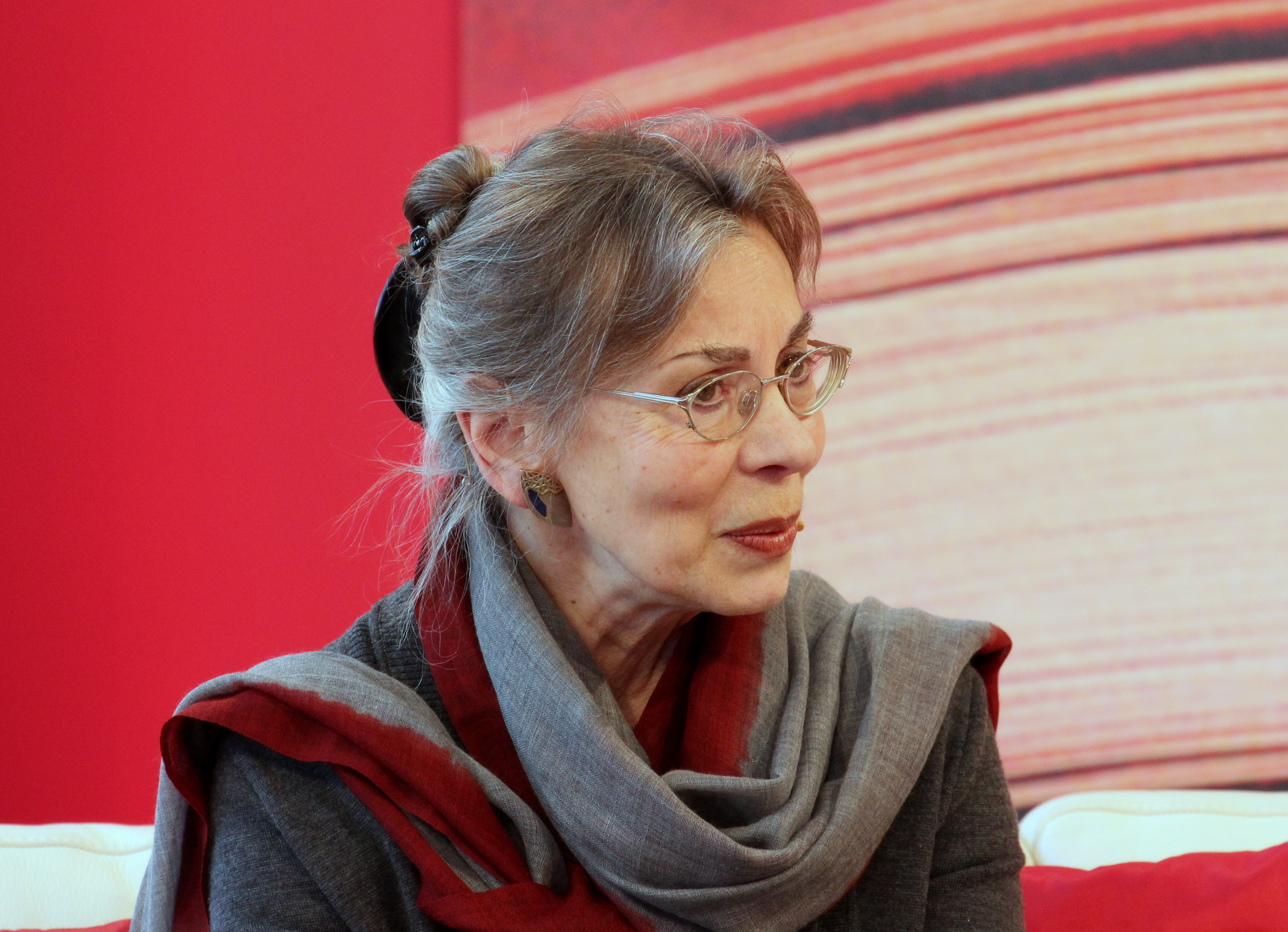
Anna Mitgutsch (2016).

Anna Mitgutsch (2 de octubre de 1948) es una escritora y educadora austriaca. También se la conoce como Waltraud Anna Mitgutsch.
Nació en Linz y estudió literatura alemana e inglesa en la Universidad de Salzburgo. Originalmente perteneciente a la Iglesia católica, Mitgutsch se convirtió al judaísmo y trabajó en un kibutz en Israel. Enseñó en el Instituto de Estudios Americanos de la Universidad de Innsbruck y, después de ir a Inglaterra, en la Universidad de Hull y en la Universidad de East Anglia. Después, enseñó durante un año en Seúl, Corea del Sur y luego en colegios y universidades de los Estados Unidos desde 1979 hasta 1985, en que regresó a Austria. Vive en Linz y divide su tiempo entre esa ciudad y Boston.
Sus novelas tratan de personas que tienen dificultades para integrarse en una sociedad que les es indiferente o antagónica. Su trabajo también explora las conexiones entre el presente y el pasado. Las novelas de Mitgutsch a menudo hacen que el lector se sienta incómodo.

## Premios
- Brüder Grimm-Preis der Stadt Hanau (1985)
- Premio Cultural del Estado de la alta Austria (1986)
- Premio Claassen-Rose (1986)
- Premio de la ciudad de Bolzano (1990)
- Premio Anton Wildgans (1992)
- Premio del Ministerio Federal Austríaco de Literatura y Arte (1995)
- Solothurner Literaturpreis (2001)[5]